# San Jorge, Nicaragua
San Jorge är en kommun (municipio) i Nicaragua med 8 644 invånare (2012). Den ligger vid Nicaraguasjöns västra strand i den södra delen av landet i departementet Rivas. San Jorge var ett viktigt indiansamhälle innan spanjorerna anlände, med namnet Nicaragua, varifrån sedan landet har fått sitt namn.

## Geografi
San Jorge gränsar till kommunerna Buenos Aires i norr och Rivas i söder och väster samt till Nicaraguasjön i öster. Ute i sjön, mitt emot San Jorge, ligger vulkanön Ometepe med kommunerna Moyogalpa och Altagracia. Nästan alla kommunens invånare bor i centralorten San Jorge som med 7 126 invånare (2005) ligger i kommunens nordligaste del. I kommunens mellersta del finns två comaracor, Apataco och El Cangrejal, med 347 respektive 218 invånare (2005). Den sydligaste delen av kommunen består av comarcan Obrajuelo, med 333 invånare (2005).

## Historia
Innan spanjorerna kom 1522 var San Jorge ett viktigt indiansamhälle med namnet Nicaragua, från vilket sedan landet har fått sitt namn, då det var den första platsen i området som spanjorerna kom till. Fram till slutet av 1700-talet kallades samhället för Pueblo de Nicaragua för att särskilja det från landet. Enligt traditionen kom det 1777 en bild av San Jorge flytande på Nicaraguasjön vilket gett kommunen dess nuvarande namn.
År 1528 hade Pueblo de Nicaragua 29 063 invånare enligt en folkräkning utförd av Fray Francisco de Bobadilla. Fransiskanerna grundade ett kloster på platsen år 1565 och kyrkan San Jorge från 1560 var en del av klostret. San Jorge har ytterligare en gammal kyrka, La Merced, från 1580.
San Jorge blev år 1852 upphöjd till rangen av villa och 1931 fick San Jorge rangen av ciudad (stad).

## Transporter
San Jorge är en viktig hamn på Nicaraguasjön, med reguljära och täta båtförbindelser med Moyogalpa och San José del Sur på ön Ometepe. Den Panamerikanska landsvägen passerar den södra delen av kommunen.